# Acanthoproctus cervinus
Acanthoproctus cervinus är en insektsart som först beskrevs av Wilhem de Haan 1842.  Acanthoproctus cervinus ingår i släktet Acanthoproctus och familjen vårtbitare. Inga underarter finns listade i Catalogue of Life.